# Ramularia agrestis
Ramularia agrestis Sacc. – gatunek grzybów z klasy Dothideomycetes. Grzyb mikroskopijny, fitopatogen pasożytujący na niektórych gatunkach fiołków (Viola). Powoduje plamistość liści.

## Systematyka i nazewnictwo
Pozycja w klasyfikacji według Index Fungorum: Ramularia, Mycosphaerellaceae, Capnodiales, Dothideomycetidae, Dothideomycetes, Pezizomycotina, Ascomycota, Fungi.
Gatunek ten opisał Pier Andrea Saccardo w 1882 r. Synonimy:
- Cylindrosporium agrestis(Sacc.) J. Schröt 1897
- Ramularia agrestis var. deflectens (Bres.) U. Braun 1998
- Ramularia deflectens Bres. 1896

## Charakterystyka
Na porażonych roślinach powoduje powstawanie niewielkich plam o średnicy 2–5 mm. Początkowo są zielonawe, potem zielonobrązowe, w środku żółte, często koncentrycznie strefowane. Czasami występują tak gęsto i zlewają się z sobą, że liść wygląda jak porażony przez mączniaka prawdziwego. Zarodniki tworzą się na obydwu stronach liści w postaci nalotu.
Endofit, jego grzybnia jest zanurzona w tkankach rośliny. Konidiofory 2–3–komórkowe, o wymiarach 29–83 μm. Konidia powstają pojedynczo, bardzo rzadko w łańcuszkach. Są podłużnie jajowate lub cylindryczne, zwykle 2–, rzadziej 3– lub 4–komórkowe, o wymiarach 16–37 × 4,5–7 μm.

## Występowanie
Znane jest występowanie Ramularia agrestis głównie w Europie, podano też jego występowanie w północno-wschodniej części USA i Chinach. W Polsce podano jego występowanie na następujących gatunkach: fiołek ałtajski (Viola altaica), fiołek polny (Viola arvensis), fiołek trójbarwny (Viola tricolor). Poza Polską notowany także na fiołku dackim (Viola dacica).
Jest monofagiem występującym na niewielu gatunkach fiołków.